# Yabasic
Yabasic, Yet another Basic, är en fri interpretator för BASIC, tillgänglig för Unix och Windows, licensierad under GNU GPL.
Yabasic är gjort för att ge resultat snabbt och enkelt. Detta görs dock på bekostnad av den mer avancerad funktionalitet som behövs för mer komplexa program, men som endast tjänar till att förvirra nybörjare, som objektorientering. 
Följande program är allt som behövs för att öppna ett fönster, rita en cirkel och skriva ut resultatet på en skrivare. Många vanliga programspråk skulle kräva flera sidor programkod för en sådan uppgift.
```
open window 100,100
open printer
circle 50,50,40
text 10,50,"Press any key to get a printout"
clear screen
inkey$
close printer
close window
```